# She's Got Rhythm
«She's Got Rhythm» es una canción escrita por Brian Wilson, Mike Love y Ron Altbach para la banda estadounidense de rock The Beach Boys. Es la canción apertura del álbum M.I.U. Album de 1978.
"She's Got Rhythm" tomó la pista de fondo de la canción "Lookin 'Good" de Celebration de su álbum Almost Summer.